# Ngonidzashe Makusha
Ngonidzashe Makusha (11 maart 1987) is een Zimbabwaanse atleet. Hij vertegenwoordigde zijn vaderland op de Olympische Spelen van 2008 in Peking.

## Carrière
Op de Spelen van 2008 in Peking eindigde Makusha als vierde bij het verspringen.
In 2011 leverde Makusha een bijzondere prestatie, door tijdens de NCAA-kampioenschappen in Des Moines zowel op de 100 m als bij het verspringen de titel voor zich op te eisen. Hierbij vestigde hij tevens twee Zimbabwaanse records (100 m in 9,89 s en 8,40 m ver). Met deze dubbel voegde de Zimbabwaan zich bij een illuster gezelschap, want slechts drie atleten hadden dit ooit vóór hem gepresteerd, te weten William DeHart Hubbard in 1925, Jesse Owens in 1935 en 1936 en Carl Lewis in 1981.
Later dat jaar nam de Zimbabwaan deel aan de wereldkampioenschappen in Daegu. Op dit toernooi veroverde hij de bronzen medaille bij het verspringen, maar op de 100 m werd hij uitgeschakeld in de halve finales. Enkele weken na de wereldkampioenschappen won hij de Diamond League wedstrijd in Zürich.

## Titels
- NCAA-kampioen verspringen - 2008
- NCAA-kampioen 100 m - 2011
- NCAA-indoorkampioen verspringen - 2011

## Persoonlijke records
Outdoor
| Onderdeel   | Prestatie   | Datum        | Plaats     |
| ----------- | ----------- | ------------ | ---------- |
| 100 m       | 9,89 s (NR) | 10 juni 2011 | Des Moines |
| verspringen | 8,40 m (NR) | 9 juni 2011  | Des Moines |

Indoor
| Onderdeel   | Prestatie   | Datum            | Plaats     |
| ----------- | ----------- | ---------------- | ---------- |
| 60 m        | 6,60 s (NR) | 27 februari 2009 | Blacksburg |
| verspringen | 8,21 m (NR) | 27 februari 2009 | Blacksburg |

## Palmares

### 100 m
Kampioenschappen
- 2006: 6e in ½ fin. WJK - 10,84 s (in serie 10,77 s)
- 2011:  NCAA-kamp. - 9,89 s (+ 1.3 m/s = NR)
- 2011: 5e ½ fin. WK - 10,27 s

### verspringen
Kampioenschappen
- 2006: 12e WJK - 7,33 m
- 2008: 4e OS - 8,19 m
- 2011:  NCAA-kamp. - 8,40 m (0.0 m/s = NR)
- 2011:  WK - 8,29 m

Diamond League dagzege
- 2011: Weltklasse Zürich - 8,00 m

### 4 x 100 m
Kampioenschappen
- 2007:  Afrikaanse Spelen - 39,16 s (NR)